# Villanova sull'Arda
Villanova sull'Arda est une commune italienne de la province de Plaisance, dans la région Émilie-Romagne.

## Administration
| Période                                  | Période | Identité | Étiquette | Qualité |
| ---------------------------------------- | ------- | -------- | --------- | ------- |
|                                          |         |          |           |         |
| Les données manquantes sont à compléter. |         |          |           |         |

### Hameaux
Cignano, Sant'Agata, Soarza.
À Sant'Agata se trouve le domaine de la Villa Verdi où vécut le compositeur entre 1851 et sa mort en 1901.

### Communes limitrophes
Besenzone, Busseto, Castelvetro Piacentino, Cortemaggiore, Monticelli d'Ongina, Polesine Zibello, San Pietro in Cerro, Stagno Lombardo.

### Culture
Villanova sull'Arda est la commune d'origine de Francesca Bianchi, la grand-mère paternelle de Giuseppe Verdi.